# Saint-Germain, Vienne
Saint-Germain är en kommun i departementet Vienne i regionen Nouvelle-Aquitaine i västra Frankrike. Kommunen ligger i kantonen Saint-Savin som tillhör arrondissementet Montmorillon. År 2022 hade Saint-Germain 883 invånare.

## Befolkningsutveckling
Antalet invånare i kommunen Saint-Germain
| Referens: INSEE |